# Abdij van Florival
De Abdij van Florival was een vrouwenklooster van de cisterciënzers gevestigd in België, in wat nu voornamelijk de provincie Waals-Brabant is, in de gemeente Graven (Grez-Doiceau), maar een deel van de abdij bevond zich ook op het grondgebied van Vlaams-Brabant, in de gemeente Huldenberg (Ottenburg). De begindagen van de abdij zijn vrij ongedocumenteerd, maar vermoedelijk werd deze gesticht tussen 1210 en 1214.
De abdij begon met het verwerven van land, voornamelijk bossen en kleine velden in de directe omgeving, bestemd voor verwarming en bevoorrading van de gemeenschap, evenals de eigen boerderijen. De abdij zal altijd erg arm blijven en wat ze verdient dankzij de productie op de boerderijen dient over het algemeen alleen om de renovatie van gebouwen te financieren.
Het einde van het zestiende eeuw wordt gekenmerkt door onrust en oorlogen, claims of opstanden onder leiding van lokale heren. De abdijkerk van Florival en een deel van de gebouwen werden geplunderd en platgebrand door de Spaanse troepen. Om oorlogen, hongersnoden en epidemieën te voorkomen, verwierf de abdij ook een vluchthuis (refugie) waar de gemeenschap tijdelijk naartoe kon vluchten. Dat refugiehuis lag in de Naamsestraat in Leuven.
In de 18e eeuw, ondanks enkele verbeteringen zoals architecturale ingrepen door de architect Laurent-Benoît Dewez, is de situatie van de abdij niet echt verbeterd. De abdij bleef erg arm, en er is sprake van achteruitgang. De Brabantse Revolutie bracht het land in verwarring. In 1794 namen de Franse revolutionaire troepen de controle over de Oostenrijkse Nederlanden over en gedroegen zich daar als veroveraars. De nonnen werden verspreid en de gebouwen werden verkocht en afgebroken. In de plaats kwam een fabriek voor vlasnijverheid, en later ernaast nog een kasteel waarin vanaf de jaren 1950 de Civiele Bescherming haar intrek nam. De Civiele Bescherming trok in de jaren 2010 uit de gebouwen, die nu te koop staan. Naast die site ligt nog het bedrijf Exide Automatique, de opvolger van de vorige fabriek, Accumulateurs Tudor, die ook gedeeltelijk ligt op wat vroeger de site van de abdij van Florival was.

## Begindagen van de abdij
De begindagen van Florival zijn erg vaag. Volgens de legende werd het in 1096 gesticht door graaf Werner van Grez bij zijn vertrek naar het Heilige Land, die op een plaats genaamd Netenburg een gemeenschap van benedictijnse nonnen stichtte, die geleidelijk aan werd verlaten. De abdij zou dan rond 1192 opnieuw zijn gesticht (wat zou zijn gespecificeerd in een door paus Celestinus III verleend charter maar dat is verdwenen indien het ooit heeft bestaan) door een zekere Bartholomé Lanio, vader van de mystica Beatrijs van Nazareth, die tot de middenklasse van Tienen behoort en die, toen die het klooster in slechte staat en bijna verlaten vond, het weer in handen nam en het laat aansluiten bij de Orde der Cisterciënzers onder het mandaat van paus Celestinus III. Pater Théophile Ploegaerts, auteur van de enige monografie over dit onderwerp, schuift 1210 voor de overgang van Florival naar de cisterciënzers naar voren. Deze passage werd in 1218 in Rome bevestigd door paus Honorius III onder de abdij van de eerste abdis van de abdij, Genta van Aarschot. De abdis zou zelf de zaak van de abdij in Rome zijn gaan bepleiten. Maar de legende en vroege dateringen kloppen niet: Werner van Grez keerde bijvoorbeeld nooit terug uit het Heilige Land: hij overleed daar. Het is daarom zeer twijfelachtig of de abdij in 1096 zou zijn opgericht en rond 1192 zou zijn gesticht omdat er geen enkele bron is om dit te bevestigen. Het is veel waarschijnlijker dat Bartholomé Lanio tussen 1210 en 1214 Florival oprichtte en dat dit de eerste en enige "stichting" was. Voor Florival zijn er zo niet minder dan drie data in omloop voor de stichting, waarbij de laatste van 1210 - 1214 de voorkeur heeft van de meeste historici, zoals blijkt uit de licentiaatsverhandeling van historicus Frederik François uit 2004.
Tijdens de eerste jaren van haar bestaan begon de abdij met het verwerven van land, voornamelijk bossen en kleine velden in de directe omgeving, bestemd voor verwarming en bevoorrading van de gemeenschap. Het verwierf ook de boerderijen van Malaise in Bossuit, Broeck in Nethen, Malève in Orbais en Bierwart in Ottignies - Waver, de meest winstgevende van allemaal. Florival is erg arm en wat ze krijgt van de productie van boerderijen, wordt over het algemeen alleen gebruikt voor de renovatie van gebouwen. In 1218 is er sprake van een mogelijke verhuis naar Ottenburg, maar dit gaat uiteindelijk niet door.
In de 15e eeuw, geconfronteerd met een algemene ontspanning in de kloostergemeenschappen die de monastieke levensregels aanpasten aan de lokale levensomstandigheden, kwamen bepaalde kloosters bijeen in onafhankelijke congregaties om hervormingen te initiëren met als doel een terugkeer naar de Regel van Sint-Benedictus zoals beoefend door Cîteaux. De belangrijkste punten van deze hervorming zijn het herstel van de religieuze sluiting en de gemeenschap van goederen. De hervorming werd op Florival toegepast met de komst van de abdis Marie de Wittem (1520-1537), die afkomstig was uit de abdij van Val-Duc (te Hamme-Mille), die al hervormd was. Een paar jaar eerder was abdis Elvide Shreven (1520-1537), ook uit Val-Duc, al met deze hervorming begonnen, maar de beknoptheid van haar abdij stond haar niet toe deze uit te voeren. De 16e eeuw (vooral 1516-1575) is over het algemeen een periode van religieuze ijver voor het klooster dat de heerschappij van het cisterciënzer leven met voorbeeldige discipline zal naleven dankzij de hervorming vanuit Val-Duc.

## Verval van de abdij

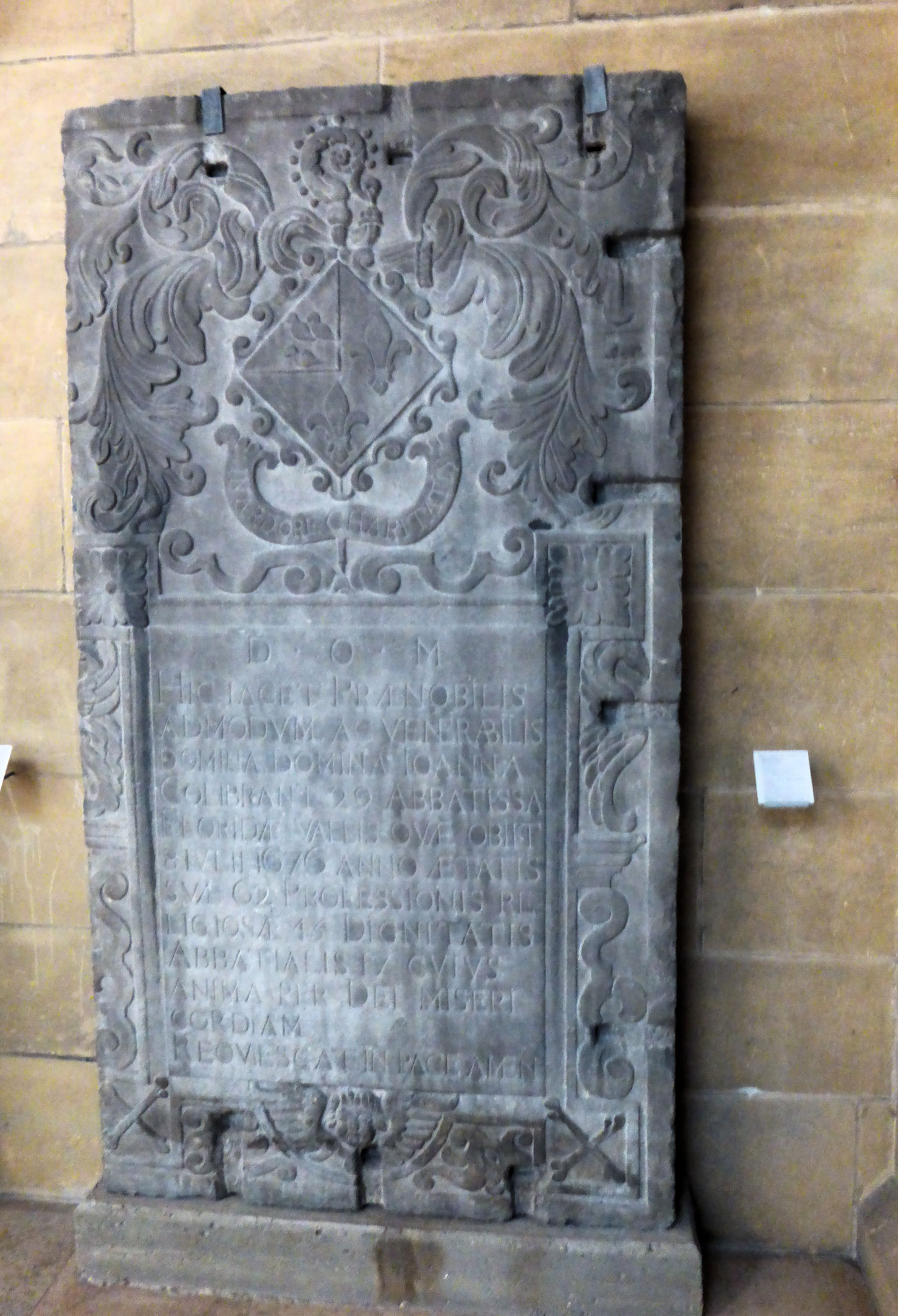
Deksteen van abdis Joanna Colibrant, Museum Kunst & Geschiedenis, Brussel

Het einde van het 16e eeuw wordt gekenmerkt door problemen die voortkomen uit protestantse bewegingen in de Spaanse Nederlanden, van het calvinisme dat daar sinds 1543 doordringt. De gebieden van het huidige België maken een periode van geweld door, zoals de beeldenstorm van 1566 of zelfs opstanden onder leiding van lokale heren, tegen de vermindering van hun macht ten gunste van door Filips II aangestelde geestelijken en tegen de belastingen geheven op hun gebieden die vooral Spanje ten goede komen. Een bloedige repressie werd uitgevoerd door de hertog van Alva tot 1573 zonder dat deze erin slaagde kalmte te brengen. De Abdij van Florival, die zich in de buurt van de gebruikte routes van de troepen bevindt, ondergaat de gevolgen van deze strijd bijvoorbeeld in 1578: de kerk en een deel van de gebouwen werden geplunderd en verbrand door de troepen van Juan Van Oostenrijk. De kleine gemeenschap, destijds onder de abdij van Amelberghe Kemels (1576–1585), ontvluchtte de abdij en verspreidde zich. De meeste nonnen vinden hun toevlucht in het refugiehuis in Leuven. Hun ballingschap duurt tot het begin van de 17e eeuw. Deze periode markeert het begin van het verval van het klooster, dat een daling van de vurigheid van de kant van de nonnen waarneemt en een aanzienlijke daling van de inkomsten.

## De 18e eeuw en het einde van de abdij
In de 18e eeuw is de situatie van de abdij aanzienlijk verslechterd, geïllustreerd door abdis Josèphe de la Croix (1733-1749) die om de overdracht van het zegelrecht vraagt wegens armoede. Ook de discipline van de gemeenschap verslechtert sterk, de stilte wordt niet langer in acht genomen door de nonnen en verschillende klachten die verband houden met het niet naleven van de regels door de nonnen, worden door de vader-abt bij de abdis ingediend. Een uitstel wordt waargenomen onder abdis Alexandrine de Culembourg (1755-1769), die dankzij de inkomsten van de boerderijen en een toegekend octrooi van 40.000 gulden een deel van de gebouwen laat herstellen. Het effectieve beheer van de abdij ging verder met abdis Ferdinande de Furlong (1769-1789) maar de situatie verslechterde opnieuw in het laatste decennium van de 18e eeuw. De Brabantse Revolutie brengt het land in verwarring en de abdij wordt aan zichzelf overgelaten als de abdis sterft. De nonnen nemen, na een jaar zonder leiding, het initiatief om zelf de nieuwe abdis te kiezen, en dit wordt Ursule de Bauloye (1791-1796), die de laatste abdis zal zijn. Na hun overwinning bij Fleurus in 1794 werden de Franse revolutionaire troepen meester van de Oostenrijkse Nederlanden en gedroegen zich daar als veroveraars. Het bezit van de geestelijkheid werd in beslag genomen, de gemeenschap werd verspreid en de gebouwen van de abdij werden in 1798 verkocht als nationaal bezit.

## De gebouwen en site na 1798
De gebouwen werden op 27 januari 1798 verkocht in drie percelen voor een bedrag van 1.375.000 pond. Het hoofdperceel werd door de familie Cumont omgevormd tot een vlasfabriek. De gebouwen brandden in 1854 af en werden daarna opgekocht door de familie Oldenhoven die er een woning ("Het Kasteel") aan toevoegde. Vanaf de jaren 1950 nam de Civiele Bescherming haar intrek in het kasteel gelegen in de straat die de naam draagt van de abdij, rue de Florival. Sinds de Civiele Bescherming in 2016 uit de gebouwen trok, staan ze te koop, aanvankelijk voor 3,7 miljoen euro, daarna werd de prijs verlaagd tot net geen 2 miljoen euro. Vlak naast dat kasteel en domein ligt de fabriek Exide Technologies, de opvolger van de fabriek Accumulateurs Tudor, die ook deels op de site van de voormalige abdij van Florival stond. Ook Exide heeft zijn activiteiten op deze site gestopt.